# Dee Caffari
Denise Caffari, dite Dee Caffari, née le 23 janvier 1973 à Watford,Hertfordshire (Royaume-Uni), est une navigatrice britannique.

## Biographie
Elle débute en 2004 avec la Global Challenge.
Le 18 mai 2006, après 178 jours de mer, elle devient la première femme à avoir accompli le tour du monde à la voile en solitaire sans assistance d'est en ouest, c'est-à-dire contre les vents et les courants dominants.
En 2008, elle termine 8e la Transat anglaise sur Aviva.
Elle a terminé 6e du Vendée Globe 2008-2009, devenant ainsi la première femme à avoir réussi le tour du monde en solitaire à la voile dans les deux sens.
En septembre 2019, elle remporte la SYZ Translémanique en catégorie Grand Surprise sur le lac Léman.

## Palmarès
- 2004 :
  - 10e du Global Challenge sur Imagine it. Done
- 2008 :
  - 8e de la Transat anglaise sur Aviva
- 2009 :
  - 6e du Vendée Globe sur Aviva
  - victoire dans le tour des îles Britanniques ;
  - 5e de l'Artemis Challenge[1] ;
  - 9e de la Fastnet Race ;
  - 8e de la Transat Jacques-Vabre, en double avec Brian Thompson.
- 2011 :
  - 6e de la Barcelona World Race sur GAES Centros Auditivos avec Anna Corbella[2]
- 2018 :
  - 6e de la Volvo Ocean Race sur Turn the Tide on Plastic (en) avec 12 équipiers.

## Distinctions personnelles
- Élue marin de l'année en 2007 en Grande-Bretagne.